# CXCR4
趋化因子受体CXCR4是趋化因子基质细胞衍生因子-1（CXCL12）的特异受体。CXCL12对淋巴细胞有强烈的趋化作用。该受体是用来提取纯化艾滋病毒的几个趋化因子受体之一。现在还不清楚是否出现使用CXCR4的人类免疫缺乏病毒是免疫缺乏的原因还是后果。
另外，CXCR4还可能人类胚胎发育中的着床过程中起作用。
作为趋化因子受体与配体，CXCR4和CXCL12比较特殊，他们是一配一的受体配体关系。绝大数趋化因子受体有多个配体，一个趋化因子可以结合到两个或多个受体。
CXCR4的配体CXCL12在造血干细胞移居骨髓在起重要作用。影响或阻断CXCR4受体配体结合，可以调节造血干细胞的迁徙，这对骨髓造血干细胞移植可能十分有用。目前的试验药物有：粒细胞集落刺激因子（Granulocyte colony-stimulating factor）和Plerixafor（AMD3100）。但这些药物尚未临床使用。
CXCR4在体内大部分组织和器官上都有表达，它是由352个氨基酸组成的GPCR(G蛋白偶联受体)，具有七次穿膜结构。
CXCR4参与体内多种生理机制，包括参与HIV-1病毒侵染【1】，造血功能【2】，胚胎发育【3-7】，及肿瘤迁移等【8】。